# Euonymus alatus
Pour les articles homonymes, voir Buisson ardent.
Fusain ailé
Espèce
Classification phylogénétique
Euonymus alatus (Thunb.) Siebold, 1830, ou fusain ailé, fusain ardent ou buisson ardent, est une espèce de plante de la famille des Celastraceae, originaire de Chine centrale et septentrionale, du Japon, et de Corée.

## Description

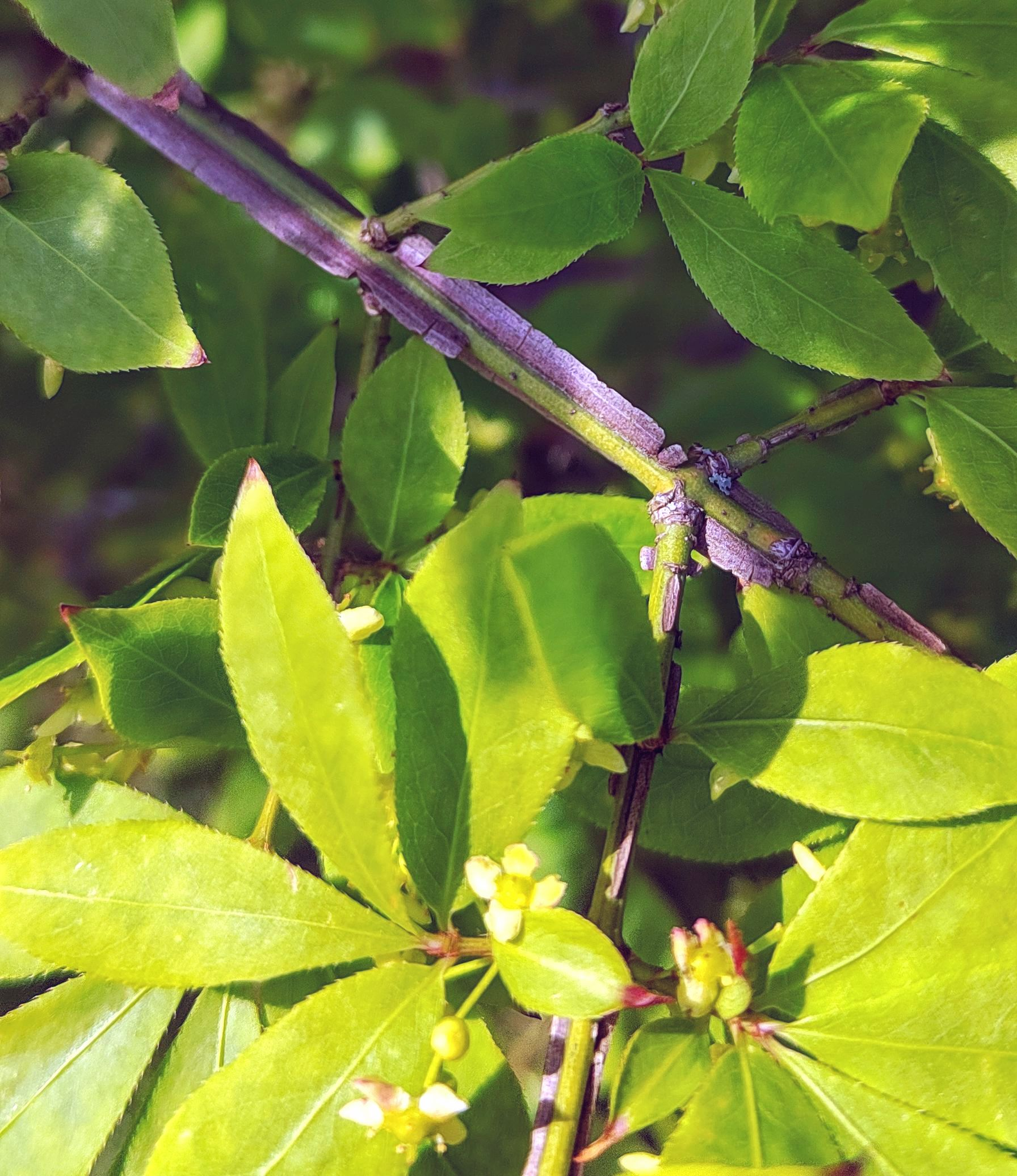
Détails des ailettes sur jeunes tiges

Cet arbuste aux feuilles caduques croît jusqu'à 2,5 mètres, plus large que haut. Les tiges sont remarquables pour leurs crêtes ou ailes. L'adjectif alatus signifie « ailé », en référence à ses branches ailées. Les feuilles mesurent 2-7 centimètres de longueur et 1-4 centimètres de largeur, ovales elliptiques, avec un apex en pointe. Elle se recourbent légèrement une fois l’automne venu. Ses fleurs sont verdâtres pendant une longue période printanière. Son fruit est une arille rouge  enfermée par une capsule rose, jaune ou orangée à quatre lobes.
Son nom commun « fusain ardent, ou buisson ardent » dérive de son rouge brillant à l'automne.
Cette plante est devenue invasive dans les bois d'Amérique du Nord orientale, et son importation et sa vente sont interdites au Massachusetts et au New Hampshire.

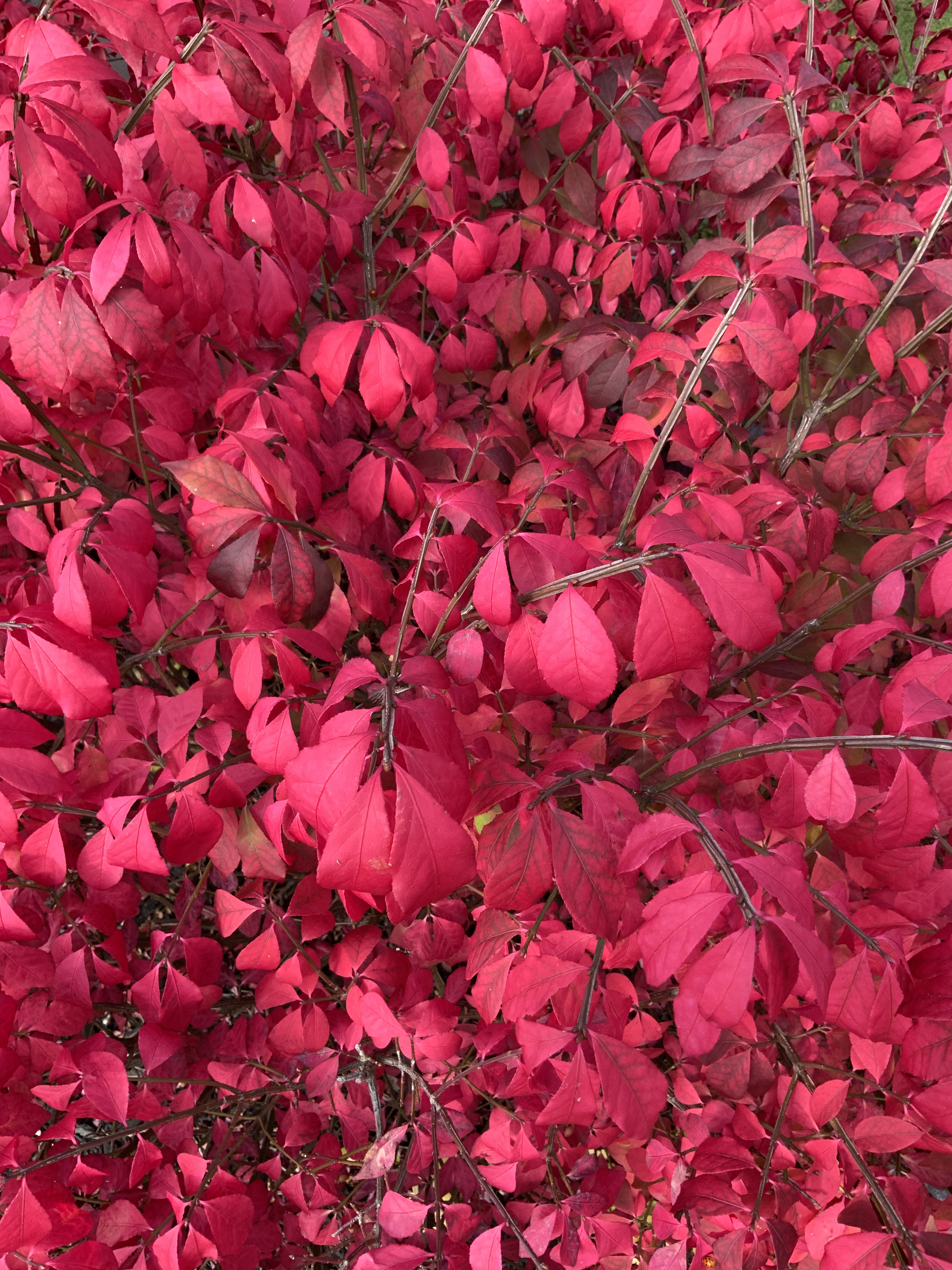
Fusain ailé en octobre, au Québec.

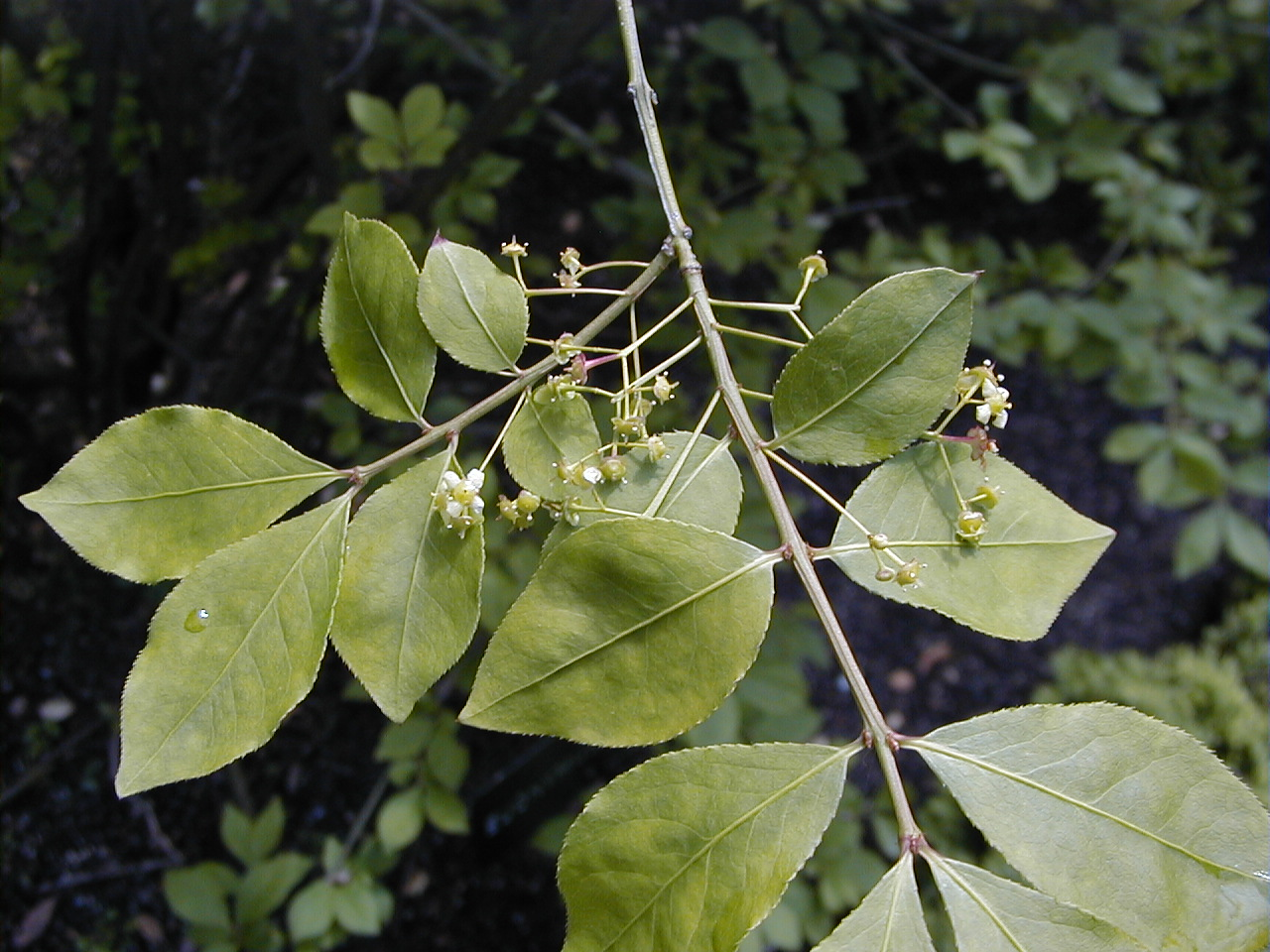
Feuilles du fusain ailé.

## Utilisation
Il s'agit d'une plante ornementale devenue très populaire dans les parcs et jardins pour son rouge brillant à l'automne et ses fruits de couleur orangée. Le cultivar 'Compactus', très prisé de nos jours, a gagné un Award of Garden Merit de la Royal Horticultural Society.
Euonymus alatus, Gui Jian Yu, est utilisé en médecine traditionnelle chinoise pour supprimer la stase du sang, faciliter les menstruations, supprimer les matériaux toxiques, abaisser les gonflements, et tuer les insectes ou les parasites.

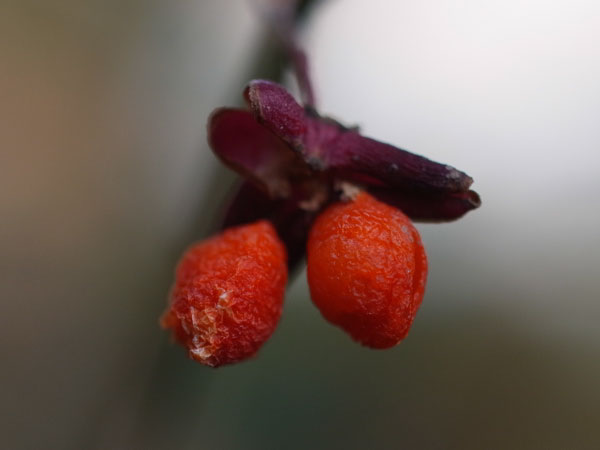
Fruits.
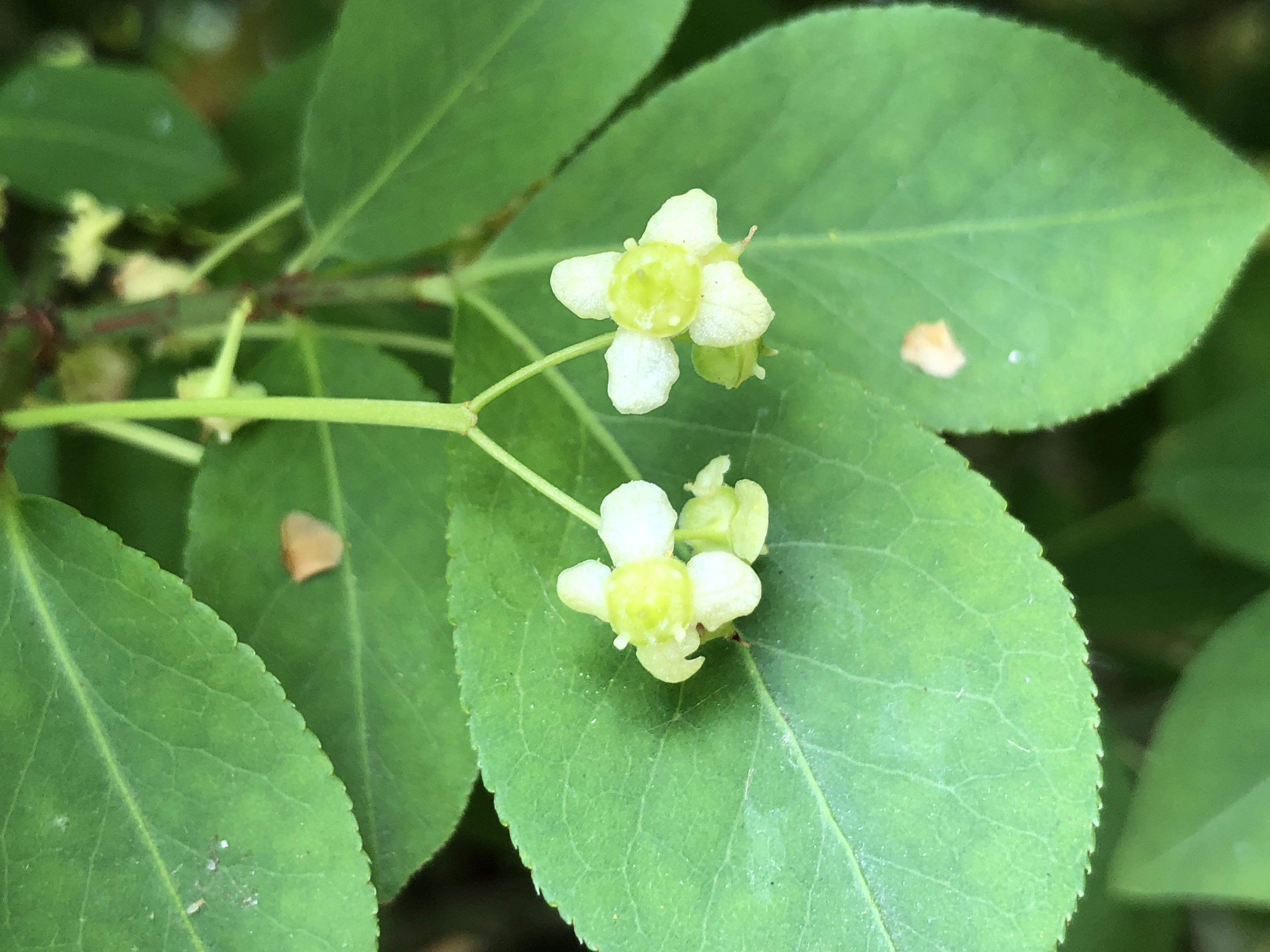
Fleurs.